# Warner Bros. Television
Warner Bros. Television (WBTV) ist eine US-amerikanische Produktions- und Vertriebsgesellschaft für Fernsehinhalte. Warner Bros. Television wurde 1955 innerhalb von Warner Bros. formiert und ist bis heute als weitgehend selbständig arbeitende Division innerhalb von Warner Bros. Entertainment organisiert, einem Tochterunternehmen von Warner Bros. Discovery.
1989 übernahm Warner Communications Lorimar-Telepictures. Telepictures (Produktion und Vertrieb von Fernsehinhalten für den Syndication-Markt) wurde in den Vertriebsarm von Warner Bros. Television integriert. Der Name Telepictures wurde ein Jahr später als Telepictures Productions (Produktion von Fernsehformaten für Syndication) wiederbelebt und wird seit der Fusion mit Turner 1996 auch wieder für die Vertriebsabteilung für Syndication-Formate verwendet. Lorimar Television arbeitete noch bis 1993 als eigenständige Produktionsabteilung und wurde schließlich ebenfalls in Warner Bros. Television integriert. 2012 übernahm Warner Bros. Television Alloy Entertainment, das auf Bücher und Serien für Teenager und junge Leute spezialisiert ist. Am 11. Februar 2014 kündigte Warner Bros. Television an, alle Tochterunternehmen der Eyeworks Fernsehproduktionsfirmen in insgesamt 15 Ländern zu 100 % zu übernehmen.

Logo von 2019 bis 2023, verwendet seit 2019 zusammen mit dem 2023 Logo

## Von WBTV produzierte Fernsehserien (Auswahl)
- M-G-M Parade (1955–1956) (von Turner Entertainment erworben)
- Die Waltons (1972–1981) (von Lorimar Television erworben)
- Eight is Enough (1977–1981) (von Lorimar Television erworben)
- Dallas (1978–1991) (von Lorimar Television erworben)
- Unter der Sonne Kaliforniens (Knots Landing) (1979–1993) (von Lorimar Television erworben)
- The People's Court (1981–1993) (von Telepictures erworben)
- Love Connection (1983–1993) (von Telepictures erworben)
- Night Court (1984–1992)
- Growing Pains (1985–1992)
- Thundercats (1985–1987) (von Telepictures erworben)
- Head of the Class (1986–1991)
- Perfect Strangers (1986–1993) (von Lorimar Television erworben)
- Full House (1987–1995) (von Lorimar Television erworben)
- Murphy Brown (1988–1998)
- Alle unter einem Dach (Family Matters) (1989–1998) (von Lorimar Television erworben)
- Der Prinz von Bel-Air (The Fresh Prince of Bel-Air) (1990–1996)
- Friends (1994–2004)
- Emergency Room – Die Notaufnahme (ER) (1994–2009)
- Die Drew Carey Show (The Drew Carey Show) (1995–2004)
- MADtv (1995–2009)
- Smallville (2001–2011)
- One Tree Hill
- Hallo Holly (What I Like About You) (2002–2006)
- Everwood (2002–2006)
- O.C., California (The O.C.) (2003–2007)
- Two and a Half Men (2003–2015)
- The Batman (2004–2008)
- Familienstreit de Luxe (The War at Home) (2005–2007)
- Invasion (2005–2006)
- Justice – Nicht schuldig (2006)
- Supernatural (seit 2005)
- Chuck (2007–2011)
- The Big Bang Theory (2007–2019)
- Vampire Diaries (The Vampire Diaries) (2009–2017)
- Rizzoli & Isles (2010–2016)
- Undercovers (2010)
- Alcatraz (2011)
- Ringer (2011–2012)
- Suburgatory (2011–2014)
- 2 Broke Girls (2011–2017)
- Arrow (2012–2020)
- Revolution (2012–2014)
- Mom (2013–2021)
- The Flash (2014–2023)
- Gotham (2014–2019)
- Lucifer (2016–2021)
- Westworld (2016–2022)
- Lethal Weapon (2016–2019)
- Riverdale (2017–2023)
- United States of Al (2021–2022)